# Space Brain
Space Brain é um fenômeno relacionado à exposição prolongada a raios cósmicos galácticos, que carregam tanta energia que podem penetrar o casco de uma nave espacial. Este fenômeno pode trazer efeitos como alterações cognitivas e demência. Em uma viagem de ida e volta ao planeta Marte, por exemplo, que pode durar até três anos, astronautas se expõem a este inimigo que pode lhes causar danos irreparáveis ao cérebro.
O alerta sobre este fenômeno foi publicado, no mês de outubro de 2016, no periódico Scientific Reports e foi realizado por cientistas americanos da Universidade da Califórnia (UCI), em Irvine, nos Estados Unidos. De acordo com os cientista, a exposição a partículas carregadas de alta energia pode causar danos de longo prazo ao cérebro (possíveis danos causados pelos raios cósmicos galácticos ao corpo já eram conhecidos, mas acreditava-se que eram de curto prazo).
Em experimentos em ratos, porém, a equipe de cientistas descobriu níveis de inflamação no cérebro do animal que continuavam significativos e danosos aos neurônios mesmo após seis meses, afetando comportamento, memória e aprendizagem.
A sugestão dada na pesquisa é que outros estudos avancem no desenvolvimento de tratamentos preventivos para os astronautas.